# The One That Got Away
"The One That Got Away" je pjesma američke pjevačice Katy Perry s albuma Teenage Dream, te je objavljena kao šesti singl 11. listopada 2011. Pjesmu su napisali Perry, Dr. Luke i Max Martin. Pjesma je srednje brza pop balada o izgubljenoj ljubavi. Pjesma je primila raznolike komentare kritičara.